# Нобрега, Браулио
Брау́лио Но́брега Родри́гес, более известен как Браулио (исп. Braulio Nóbrega Rodríguez; род. 18 сентября 1985, Пуэрто-дель-Росарио) — испанский футболист, нападающий.
Воспитанник «Атлетико Мадрид», после начал профессиональную карьеру в этом клубе. Затем играл на правах аренды за другие испанские команды — «Мальорку», «Саламанку» и «Хетафе». В июне 2008 года подписал четырёхлетний контракт с клубом «Реал Сарагоса». В январе 2010 года был отдан в аренду клубу «Рекреативо». в 2011 году 26-летний футболист признался, что некоторое время назад напал на улице на женщину и попытался её изнасиловать. Нобрега полностью признал свою вину и сейчас ожидает решение суда. Клуб предпочел не оставлять в своих рядах такого игрока и расторгли контракт. 30 января 2012 года на правах свободного агента перешёл в «Картахену».